# ورکوه (دلفان)
ورکوه (دلفان)، روستایی از توابع بخش ایتیوند شهرستان دلفان در استان لرستان ایران است

## جمعیت
این روستا در دهستان ایتیوند جنوبی قرار دارد و براساس سرشماری مرکز آمار ایران در سال ۱۳۸۵، جمعیت آن ۶۸ نفر (۱۵خانوار) بوده‌است.